# Sphagnum rubellum
Sphagnum rubellum ist ein Torfmoos, das in der Gattung Torfmoose (Sphagnum) geführt wird und zu der Abteilung der Laubmoose (Bryophyta) gehört. Es wird im deutschen Sprachraum „Rötliches Torfmoos“ oder seltener auch „Rotes Torfmoos“ genannt.

## Beschreibung

### Merkmale der Pflanze
Das Rötliche Torfmoos ist eine eher zarte bis mäßig große Torfmoosart mit gestutzten, sternförmigen Köpfchen. Die Färbung erstreckt sich in scheckigem Gesamtbild von tief kastanien-, purpurrot zu gelblichgrün; die Köpfchen sind zumeist stark rot gefärbt.
Die Stämmchen zeigen rote, gelbliche oder blassgrüne Farbtöne. Die von der rötlich-purpurnen Sklerodermis deutlich abgesetzte, drei- bis vierschichtige Stämmchenepidermis enthält keine Poren. Bei den zungenförmig-dreieckigen bis zungenförmigen und 1–1,4 Millimeter langen Stammblättern zeigen sich die seitlichen Blattränder in etwa parallel verlaufend. Der Blattsaum ist an der Basis mit mehr als einem Viertel der Blattbreite am stärksten entwickelt. Die nicht gefranste Blattspitze ist breit abgerundet, kann aber bei hemiisophyllen Formen spitz werden.
Am Stamm setzen die zwei abstehenden und ein bis zwei hängenden Äste in faszikel- oder wirtelähnlichen Astbüscheln stehenden Äste an, die meist fünfreihig beblättert sind. Die 0,9–1,2 Millimeter langen, eiförmigen bis eiförmig-lanzettlichen Astblätter sind zumindest an einigen Ästen einseitswendig sichelförmig gebogen. Der glatte ganzrandige Blattrand besitzt keine Resorptionsfurche. Die Spitze ist breit abgerundet und nach unten eingerollt. Gegen die Basis zu und den Rändern hin bilden die Hyalocyten große, runde oder elliptische Poren. Die Chlorocyten sind im Querschnitt dreieckig geformt. Sie sind außenseitig von den Hyalocyten umschlossen oder stehen frei.
Das Rötliche Torfmoos kann mit dem Hain-Torfmoos (Sphagnum capillifolium) verwechselt werden. Unterscheidungsmerkmale sind jedoch stets gerade Astblätter und meist größere Köpfchen des Hain-Torfmooses. Weiters kann das Rötliche Torfmoos durch den Standort in Bülten auf Hochmooren von allen anderen roten Arten der Sektion Acutifolia unterschieden werden.

#### Geschlechtliche Merkmale
Die geschlechtliche Ausrichtung ist durch die diözische oder zweihäusige Form der Geschlechtsverteilung gegeben. Die Sporophyten sind beim Rötlichen Torfmoos nicht häufig entwickelt. Die Sporenkapseln reifen zur Hälfte des Sommers. Die Sporen messen 18–33 Mikrometer und zeigen grobe Auswüchse an beiden Oberflächen.

## Vorkommen und Verbreitung

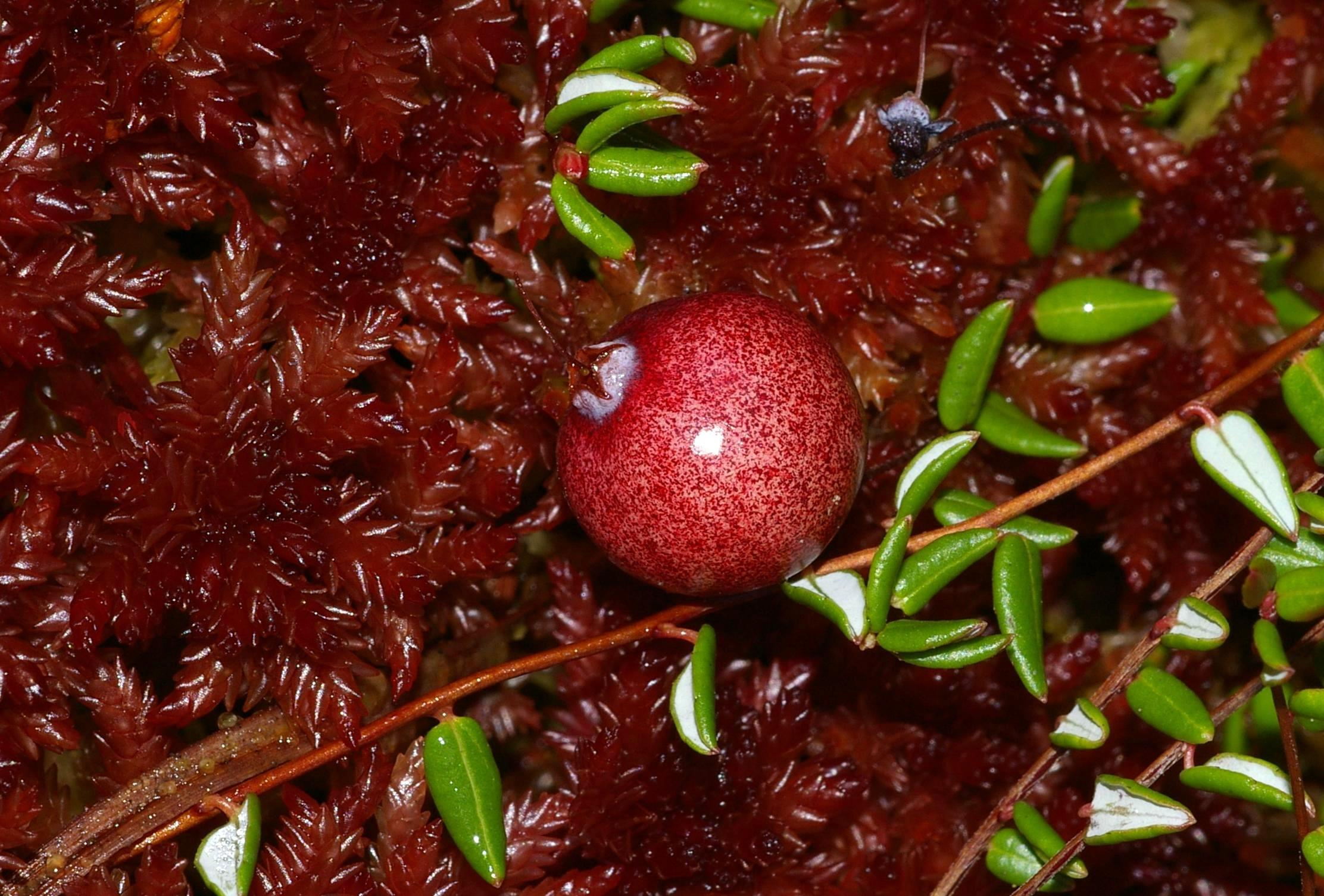
Rotes Torfmoos im Hintergrund einer Frucht der Moosbeere im Erdfallmoor Maujahn

Das Rötliche Torfmoos ist zirkumpolar in der Holarktis vom nordamerikanischen Kontinent mit Grönland, Kanada und dem nordwestlich gelegenen Bundesstaat Oregon und nordöstlichen Bundesstaaten der USA über Asien bis nach Europa verbreitet. Die europäischen Vorkommen werden beispielsweise mit Schweden, Polen, Deutschland, Frankreich und Italien angegeben; weitere mitteleuropäische Vorkommen werden aus Österreich und der Schweiz beschrieben.
Das Rötliche Torfmoos besiedelt oligotrophe und ombotrophe, nur durch Regenwasser versorgte Standorte in Hochmoorbereichen mit pH-Werten von 3,4 bis 5,6 und bildet ausgedehnte Matten und Bulte sowohl in niedrigen als auch hohen Lagen.
Das Rötliche Torfmoos findet man in Gesellschaft des Schmalblättrigen Torfmooses (Sphagnum angustifolium), mit dem Hain-Torfmoos (Sphagnum capillifolium), dem Trügerischen Torfmoos (Sphagnum fallax), dem Braunen Torfmoos (Sphagnum fuscum), dem Magellans Torfmoos (Sphagnum magellanicum), dem Warzigen Torfmoos (Sphagnum papillosum), mit Sphagnum recurvum und Sphagnum tenellum.

## Systematik
Das Rötliche Torfmoos wird in der Sektion Acutifolia der Gattung Sphagnum innerhalb der monogenerischen Familie Sphagnaceae geführt. Als Synonymbezeichnungen werden Sphagnum acutifolium var. tenellum Schimper; Sphagnum capillaceum var. tenellum (Schimper) A.L.Andrews und Sphagnum capillifolium var. tenellum (Schimper) H.A.Crum genannt.

## Gefährdungssituation und Schutzmaßnahmen
Das Rötliche Torfmoos wird auf Grund der bestehenden Gefährdung in verschiedenen Roten Listen von Nationen oder diesen untergeordneten Verwaltungsregionen geführt. Die Schweiz beurteilt die Art als potentiell gefährdet (NT – Near Threatened).
Auf europäischer Ebene wird durch die Europäische Union und ihre Mitgliedstaaten als auch durch die Schweiz der Gefährdung durch Schutzmaßnahmen auf Basis der Gattung Sphagnum Rechnung getragen.